# Volkert Merl
Volkert Merl (ur. 10 lutego 1944 roku) – niemiecki kierowca wyścigowy.

## Kariera
Merl rozpoczął karierę w międzynarodowych wyścigach samochodowych w 1976 roku od startów w klasie German Racing Championship. Z dorobkiem ośmiu punktów uplasował się na 31 pozycji w klasyfikacji generalnej. W późniejszych latach Niemiec pojawiał się także w stawce Interserie Div. 1, World Sportscar Championship, World Challenge for Endurance Drivers, World Championship for Drivers and Makes, 24-godzinnego wyścigu Le Mans, FIA World Endurance Championship, Norisring Trophäe oraz European Endurance Championship.